# Böhämmerjagd

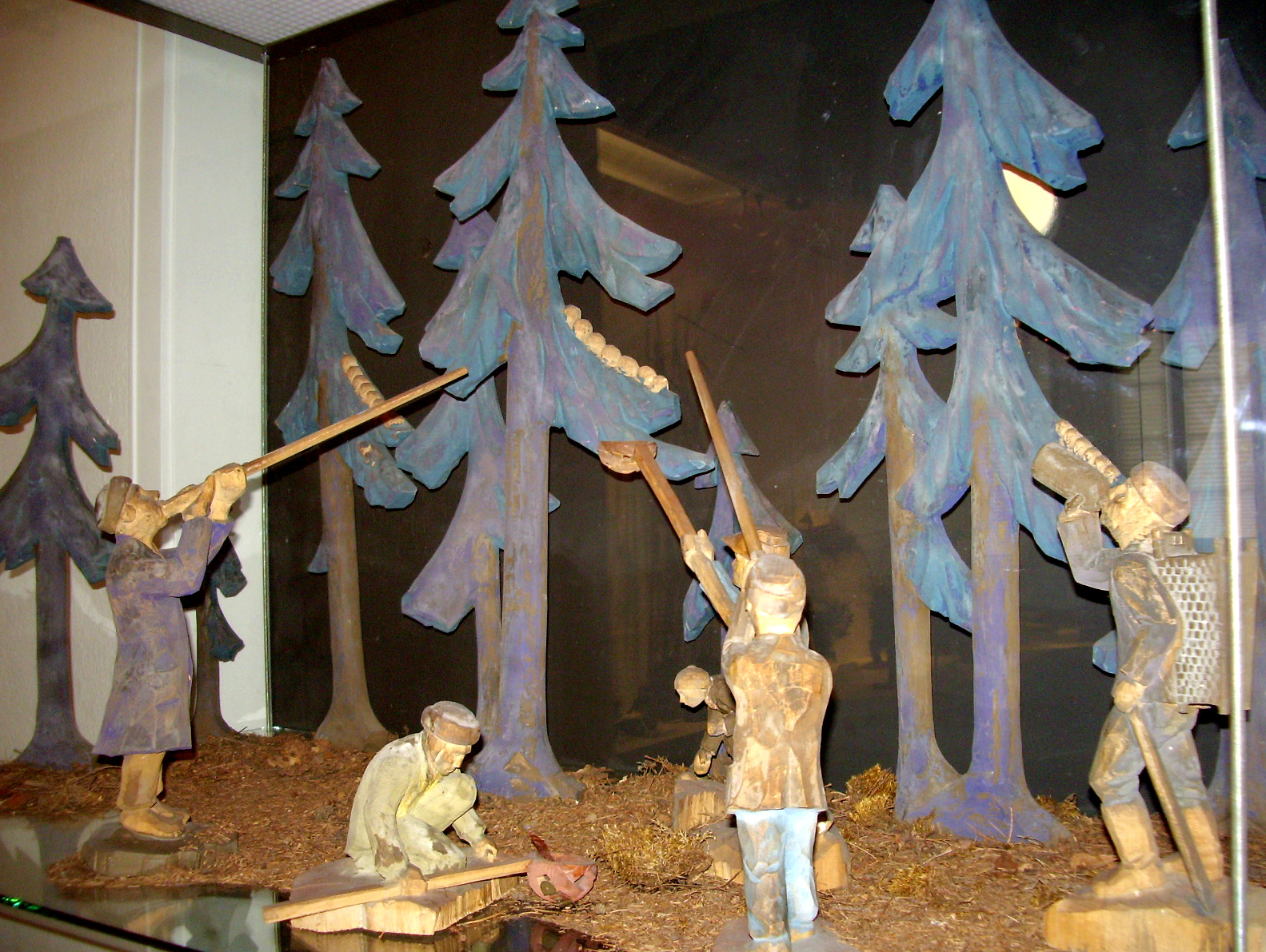
Böhämmerjagd im Modell

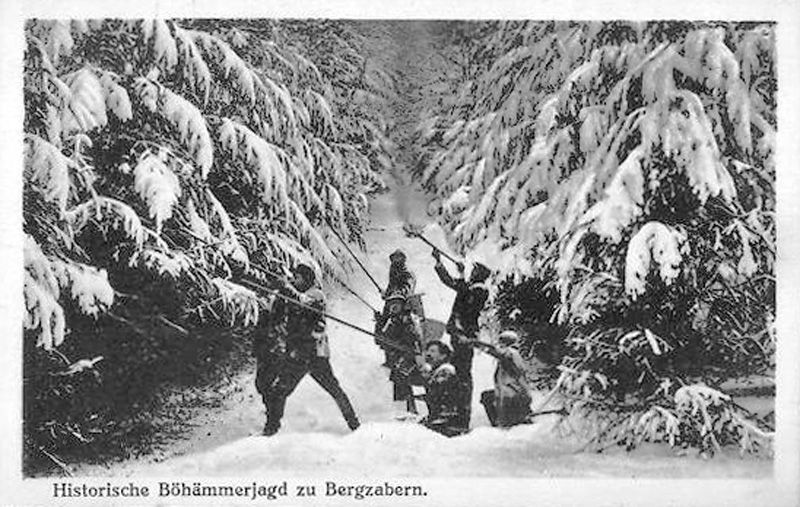
Böhämmerjagdszene auf einer Postkarte

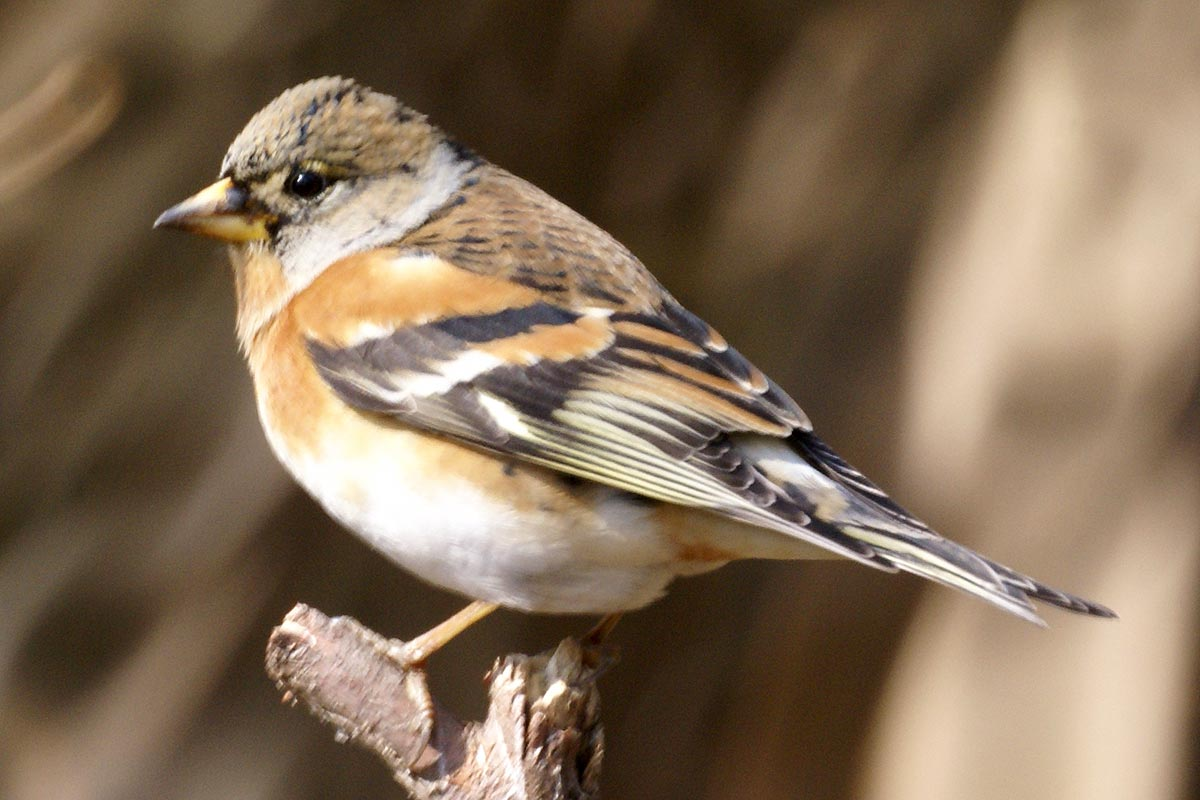
Die Jagdbeute: Männlicher Bergfink (Böhämmer)

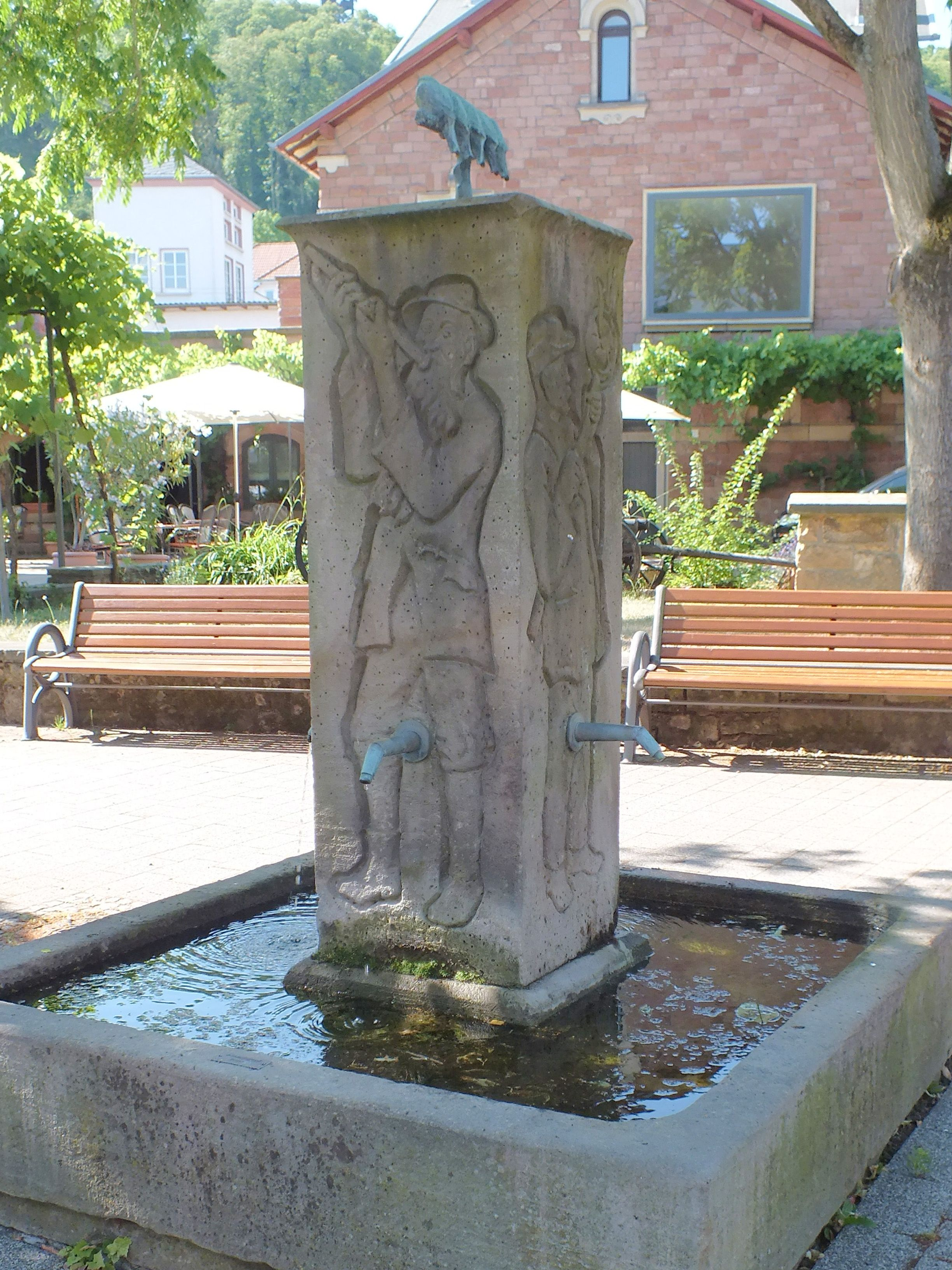
Der Böhämmerbrunnen in Bad Bergzabern erinnert an den alten Brauch

Die Böhämmerjagd war eine in der Pfälzer Kleinstadt Bad Bergzabern und ihrer näheren Umgebung bis zum Beginn des 20. Jahrhunderts verbreitete Methode des Erlegens von im Winter in großen Schwärmen in die Wälder einfallenden Bergfinken, hier Böhämmer genannt, mittels Blasrohr.

## Geschichte
Wann die Geschichte der Böhämmerjagd begann, ist nicht bekannt. Die erste schriftliche Erwähnung findet sich in den Kirchenvisitationsakten von Leinsweiler im Jahr 1593. Im Stadtarchiv von Bad Bergzabern gibt es eine Eintragung zur Böhämmerjagd für das Jahr 1777.
Die Böhämmerjagd war zum einen eine beliebte Männerbeschäftigung in den Wintermonaten, zum anderen diente sie aber auch der Bereicherung des Speisezettels. Die Böhämmer wurden vor allem gebraten gegessen. In ertragreichen Jahren wurden erlegte Vögel sogar an Fremde verkauft.
Mit dem Reichsvogelschutzgesetz von 1908 wurde unter dem Verbotspassus „das Fangen und die Erlegung von Vögeln zur Nachtzeit mit Netzen oder Waffen“ die Böhämmerjagd verboten.
1920 fanden sich in der Ortsgruppe Bergzabern des Pfälzerwald-Vereins einige Männer zusammen, um eine Gruppe Böhämmerjäger zu bilden. Ziele ihrer Blasrohre waren nun künstlicher Art, es war also eine Art Schützenverein, der bis 1939 bestand. Nach dem Zweiten Weltkrieg wurde 1948 in Bergzabern der Böhämmer-Jagdclub e. V. gegründet, der bis heute besteht und sich zum Ziel gesetzt hat, beim Schießen auf künstliche Ziele die Tradition der Böhämmerjagd zu pflegen und der Nachwelt zu erhalten.
Seit kurz nach dem Jagdverbot erinnert der Böhämmerbrunnen in Bad Bergzabern, nunmehr bereits in der zweiten Ausfertigung, an die alte Tradition.

## Ausrüstung
Das Blasrohr hatte eine Länge von etwa zwei Metern und einen inneren Durchmesser (Kaliber) von 10 bis 14 Millimetern. Es bestand aus zwei Längshälften aus Tannen- oder Fichtenholz, die mit Hartholz ausgelegt waren. Die Geschosse waren Tonkugeln, die bei ihrer Herstellung mittels einer Bohrung in einem Eisenblech kalibriert wurden.
Das Jagdziel wurde mit einer sogenannten Zündpfanne beleuchtet, einem Metallkorb an einer langen Stange, in dem Kienholz verbrannt wurde.
Das Kienholz, der Proviant der Jagdgesellschaft und die Jagdbeute wurden in auf dem Rücken getragenen Körben, den Rückenkoitzen, transportiert. Diese Ausrüstung bestimmte die drei verschiedenen Funktionen in einer Jagdgesellschaft: Schützen, Beleuchter und Träger.

## Ablauf der Jagd
Der im Sommer in den nordischen Ländern beheimatete Bergfink zieht im Winter in großen Schwärmen nach Mitteleuropa und bevorzugt, wegen des Nahrungsangebots, Wälder mit Buchenbeständen, wie sie im Pfälzerwald reichlich vorhanden sind. Die Tiere haben die Eigenschaft, nachts dicht gedrängt in einer Reihe zu sitzen. Fällt ohne größeres Aufsehen plötzlich eines aus dieser Reihe, rücken die übrigen nach und schließen die Lücke. Das von den Schützen benutzte Licht einer Zündpfanne stört sie dabei nicht. So konnten mit dem Blasrohr nacheinander mehrere Tiere erlegt werden. Bedingung dabei war, keinen Lärm zu machen und die Vögel tödlich zu treffen, damit sie nicht aufgescheucht lärmten. Ein aufgescheuchter Schwarm kehrte nicht mehr an diesen Platz zurück.
Böhämmer-Jagdgesellschaften waren oft mehrere Tage unterwegs, schliefen tagsüber und jagten zur Nacht.